# Classe Centaur (porte-avions)
Pour les autres classes de navires du même nom, voir Classe Centaur.

La classe Centaur est une classe de porte-avions britannique entrée en service dans la Royal Navy dans les années 1950. C'est l'ultime classe de porte-avions légers dont la conception date de la fin de la Seconde Guerre mondiale.

## Navires de la classe

En 1948, la Royal Navy testa un système ou l'avion apponté à 6° de l'axe central du pont d'envol, évitant ainsi les collisions si celui-ci ratait les câbles. Il est mis en œuvre sur la classe Centaur;

- Le HMS Centaur, entré en service dans la Royal Navy en 1953.
- Le HMS Albion, entré en service dans la Royal Navy en 1954.
- Le HMS Bulwark, entré en service dans la Royal Navy en 1954.
- Le HMS Hermes, entré en service dans la Royal Navy en 1959. Vendu à l'Inde en 1986 et entré en service dans la marine indienne en 1989 sous le nom de INS Viraat ; en 2015, la marine indienne a annoncé le retrait du service du Viraat en 2016[1] et sa transformation en navire musée à Kakinada[2].